# Padel
Padel – sport rakietowy. W Stanach Zjednoczonych i Kanadzie sport jest znany jako paddle. Padel zawiera w sobie zarówno elementy tenisa jak i squasha.

## Historia

Kort do gry w padla

Sport pochodzi z Acapulco w Meksyku. Opracowany został przez Enrique Corcuera w 1969 r. Głównym inicjatorem rozwoju padla był Alfonso de Hohenloh, który wybudował pierwszy kort w Club Marbella w Hiszpanii. Gra ta stała się drugą dyscypliną po piłce nożnej pod względem popularności w tym kraju. 
W Polsce powstała Polska Federacja Padla. W 2017 roku powołana została kadra narodowa, która swój debiut odbyła na Mistrzostwach Europy w Portugalii tego samego roku.
Nazwa „paddle” pochodzi od słowa „wiosło”. Drugą nazwą jest „tenis łopatkowy”, wywodzi się ona od rakiety, ponieważ była ona wykonywana z drewna i miała kształt podobny do łopatki.

## Zasady gry
Gra w padla odbywa się na korcie o sztucznym podłożu, o wymiarach 20×10 m. Aktualnie większość kortów do padla ma ogrodzenie wykonane z drucianej siatki z „oczkami”. Tylna i część bocznych ścian wykonana jest z hartowanego szkła bądź bloczków betonowych. Na powierzchni klasycznego kortu do tenisa mieszczą się trzy korty do padla.
Piłki są podobne do tenisowych, ale mniej sprężyste, a co za tym idzie niżej się odbijają. Rakieta do padla nie posiada naciągu jak rakieta tenisowa, wykonana jest z bardzo lekkich, wytrzymałych materiałów, np. włókna węglowego. Musi posiadać nieelastyczny sznurek przymocowany do rączki, który podczas gry obligatoryjnie jest przekładany na nadgarstek jako zabezpieczenie. Wymiary rakiety nie mogą przekroczyć 45,5 cm długości, 26 cm szerokości i 38 mm grubości. W płaszczyźnie główki zwykle znajduje się około 60 otworów o średnicy 13 mm każdy. Wedle wytycznych Międzynarodowej Federacji Padla obowiązkowy jest przynajmniej jeden otwór.
Mecz padlowy dzieli się na sety, one na gemy, które składają się z punktów. Celem gry jest wygranie dwóch setów. Punkty liczy się jak podczas meczu tenisa ziemnego. Rozgrywkę każdego z nich rozpoczyna  serwis, który w padlu wykonuje się „od dołu”. Gracz serwujący odbija piłkę o ziemię, a następnie przebija ją po przekątnej na karo serwisowe rywali. Podczas serwisu, w momencie kontaktu z rakietą piłka musi znajdować się poniżej linii pasa serwującego. W czasie wymiany piłka może odbić się tylko raz o powierzchnię kortu, a następnie musi być przebita przez gracza na drugą stronę siatki – do przeciwnika. Gracz ma wolny wybór, czy zagrać piłkę od razu z powietrza, czy poczekać na uderzenie piłki od powierzchni kortu. Piłka musi trafić dokładnie w pole kortu, bez wcześniejszego uderzenia o metalową siatkę lub ścianę po stronie rywali (dozwolone jest odbicie piłki o ścianę po własnej stronie kortu). Po uderzeniu o powierzchnię kortu piłka może odbić się od ogrodzenia (drucianej siatki) i/lub ściany kortu. Jeśli piłka uderzy o drucianą siatkę, zanim zostanie zwrócona do przeciwnika – punkt zdobywa przeciwnik. Tak samo dzieje się, gdy piłka po uderzeniu o kort wróci na stronę rywali sama, bez kontaktu z rakietą oraz, gdy wyleci poza kort i dotknie podłoża. Gra odbywa się według opisanych zasad do momentu, gdy piłka odbije się więcej niż jeden raz od powierzchni którejś ze stron lub trafi w siatkę dzielącą kort bądź zostaną złamane inne reguły gry.